# Physical Graffiti
«Physical Graffiti» — шостий студійний альбом британського рок-гурту Led Zeppelin. Вийшов на двох платівках 24 лютого 1975 року. Альбом став першим, який гурт записав на власній студії Swan Song.

## Історія запису
Власне запис Physical Graffiti відбувався протягом січня — лютого 1974 року у маєтку Хейдлі Ґрейндж (англ. Headley Grange) у Хемпширі, Англія. Частина пісень альбому, як і в попередніх роботах гурту, були готові раніше, аніж вийшли на платівках. Так, інструментальна композиція «Bron-Yr-Aur» написана у липні 1970 року для Led Zeppelin III на Island Studios у Лондоні. «Night Flight» та «Boogie with Stu» було записмано на Хейдлі Ґрейндж, а «Down by the Seaside» на Island Studios для Led Zeppelin IV (всі три композиції). «The Rover» та «Black Country Woman» записано у травні 1972 року у маєтку Міка Джаґера Старгровс (англ. Stargroves) сумісно з Rolling Stones Mobile Studio ще для Houses of the Holy. Однойменну альбомові пісню «Houses of the Holy» також записали у травні 1972 року, але на Olympic Studios. Хоча п'ятий альбом Houses of the Holy і був названий на честь однойменної пісні, але композиція не ввійшла до альбому.
Інші вісім пісень альбому були записані безпосередньо під час роботи над Physical Graffiti на початку 1974. Весь напрацьований матеріал було зведено разом із старим у жовтні 1974 року інженером Кітом Харвудом.
За словами інженера Рона Невінсона, розширити альбом за рахунок попередніх записів не входило до початкового плану:
|  | Я не знав, що Physical Graffiti буде подвійним альбомом. Ми лише нарізали треки для нового запису. Я покинув проект ще до того, як вони почали збирати пісні з «Houses of the Holy» і змішувати їх. Тому я дізнався що він (альбом) подвійний лише після випуску. |

У своєму інтерв'ю 1975 року, Джиммі Пейдж розповів, що виникли затримки із записом:
|  | Я витратив багато часу на цей альбом, загалом через те, що коли ми починали запис, Джон Пол Джонс мав проблеми і ми постійно відкладали запис… все давало маху. Це зайняло три місяці, щоб владнати проблеми. |

## Обкладинка та конверт
Дизайнер альбому, Пітер Коррістон, шукав симетричну будівлю з цікавими елементами, яку не затуляли інші об'єкти і підходила до квадратної форми обкладинки. Він розповів:
|  | Ми блукали містом (Нью-Йорк) декілька тижнів, шукаючи необхідну будівлю. Я походив від ідеї багатоповерхівки, у якій люди живуть і рухаються. Особливою рисою оригінального альбому була будівля, у якій віконця були вирізані на самій обкладинці. Було декілька рукавів, які можна було покласти під обкладинку так, що у віконцях з'являлися або назва альбому, або назви пісень фотографії учасників запису і т.п. |

Обидві будівлі, які сфотографовано для обкладинки, знаходяться у Нью-Йорку на вулиці Сант Маркс Плейс 96 та 98. Будівля в оригіналі має п'ять поверхів і не вміщувалася до квадратної форми. Через це зображення урізали до чотирьох поверхів. Цю ж саму будівлю можна побачити у гурту Rolling Stones на їхньому відео «Waiting on a Friend».
Оригінальний конверт включає 4 обкладинки, зроблені для двох зовнішніх конвертів кожної платівки, вставний конверт і загальний конверт. Зовнішні конверти у віконцях містять різні фото, у тому числі й учасників гурту. Вставні конверти білого кольору, містять список пісень та інформацію щодо запису тощо Загальний конверт з вирізаними віконцями зроблено так, що залежно від того як розмістити внутрішні конверти, у них (віконцях) видно або різні фото, або список пісень і напис «Physical Graffiti» по складах.

## Список композицій

### Перша сторона
1. «Custard Pie» (Джиммі Пейдж, Роберт Плант) — 4:13
(укр. Кремовий пиріг)
2. «The Rover» (Пейдж, Плант) — 5:37
(укр. Бродяга)
3. «In My Time of Dying» (Пейдж, Плант, Джон Пол Джонс, Джон Бонам) — 11:05
(укр. В мій смертний час)

### Друга сторона
1. «Houses of the Holy» (Пейдж, Плант) — 4:02
(укр. Хати святих)
2. «Trampled Under Foot» (Пейдж, Плант, Джонс) — 5:37
(укр. Розтоптаний ногами)
3. «Kashmir» (Пейдж, Плант, Бонам) — 8:32
(укр. Кашмір)

### Третя сторона
1. «In the Light» (Пейдж, Плант, Джонс) — 8:46
(укр. У світлі)
2. «Bron-Yr-Aur» (Пейдж, Плант) — 2:06
(укр. Брон-Ір-Авр)
3. «Down by the Seaside» (Пейдж, Плант) — 5:13
(укр. На берегу моря)
4. «Ten Years Gone» (Пейдж, Плант) — 6:32
(укр. Десять років минуло)

### Четверта сторона
1. «Night Flight» (Пейдж, Плант) — 3:36
(укр. Нічна втеча)
2. «Boogie with Stu» (Пейдж, Плант, Джонс, Йєн Стюарт, Рітчі Валенс) — 4:07
(укр. Бугі зі Стю)
3. «Black Country Woman» (Пейдж, Плант) — 3:53
(укр. Чорна провінціалка)
4. «The Wanton Song» (Пейдж, Плант) — 4:24
(укр. Пісня розпусти)
5. «Sick Again» (Пейдж, Плант) — 4:42
(укр. Знову погано)

## Учасники запису

### Led Zeppelin
- Джиммі Пейдж — акустична та електрична гітара, слайд гітара, мандоліна, продюсер
- Роберт Плант — вокал, губна гармоніка, акустична гітара у «Boogie with Stu».
- Джон Пол Джонс — бас-гітара, орган, фортепіано, мелотрон, гітара, мандоліна, синтезатор
- Джон Бонам — барабани та перкусія.
- Пітер Ґрант — менеджер та продюсер

### Технічний персонал
- Йєн Стюарт — фортепіано у «Boogie with Stu»
- Джордж Шканц — інженер
- Кіт Харвуд — інженер, зведення
- Енді Джонс — інженер
- Едді Крамер — інженер, зведення
- Рон Невісон — інженер
- Майк Доуд — обкладинка та дизайн конверту
- Пітер Коррістон — обкладинка та дизайн конверту
- Іліот Ервіт — фотографії
- Дейв Хеффернан — ілюстрації
- Б. П. Фоллен — фотографії
- Рой Харпер — фотографії

## Положення у чартах

### Альбом
| Рік  | Чарт                                 | Позиція |
| ---- | ------------------------------------ | ------- |
| 1975 | Billboard Pop Albums (Billboard 200) | 1       |

### Сингли
| Рік  | Сингл                 | Чарт                                      | Позиція |
| ---- | --------------------- | ----------------------------------------- | ------- |
| 1975 | «Trampled Under Foot» | Billboard Pop Singles (Billboard Hot 100) | 38      |

## Продажі
| Контролер                                                 | Показник       | Продаж     |
| --------------------------------------------------------- | -------------- | ---------- |
| RIAA [Архівовано 10 лютого 2009 у Wayback Machine.] (США) | 16x Платиновий | 16 000 000 |

У своєму рев'ю журнал Rolling Stone згадав Physical Graffiti як «намагання гурту отримати повагу серед артистів», і додає, що єдині гурти, які можуть боротися з Led Zeppelin за звання «Найкращого рок-гурту світу» — це Rolling Stones та The Who. Альбом мав величезний успіх серед критиків і слухачів, був відзначений першою позицією у чатрах Billboard і став одним з найпопулярниших альбомів гурту, який розійшовся тиражем у 16 млн екземплярів лише у США. Physical Graffiti став першим альбомом, який отримав статус «золотий» завдяки підвищеним продажам. Одразу після виходу Physical Graffiti всі попередні альбоми гурту потрапили до чартів Billboard 200. У 1998 році читачі журналу Q [Архівовано 15 червня 2006 у Wayback Machine.] віддали альбомомві 28 сходинку у списку найкращих альбомів всіх часів; у 2000 році Q розмістив Physical Graffiti на 32 сходинці списку 100 найкращих британськів альбомів всіх часів; і у 2001 році його ж було додано до списку 50 Найважчих альбомів всіх часів. У 2003 році телемережа VH1 [Архівовано 2 липня 2007 у Wayback Machine.] назвала Physical Graffiti 71 альбомом серед всіх найкращих платівок. Журнал Rolling Stone надав альбомомві 70 сходину у своєму списку 500 найкращих альбомів всіх часів.

## Інше
- Деякі касетні версії альбому містять «Bron-Yr-Aur» одразу після «Kashmir», можливо тому, щоб на обох сторонах касети був приблизно однаковий час записів
- Пісня «Boogie with Stu» присвячена матері Рітчі Валенса. За словами Джиммі Пейджа учасники запису не рішуче погоджувалися назвати пісню «Ooh My Head», і тоді Рітчі Валенс вирішив присвятити своїй матері: «оскільки ми чули, що вона не отримує жодного атворського гонорару від свого сина, та й Роберт додав лише трохи слів. То що відбулося? Вони спробували засудити нас за всю пісню. І ми відшил їх.[10]»
- Пісня «In My Time of Dying» була написана на базі однойменної композиції Боба Ділана.
- У Physical Graffiti містяться найдовша та найкоротша пісні з усієї дискографії Led Zeppelin: «In My Time of Dying» та «Bron-Yr-Aur» відповідно.
- Філадельфійський панк-гурт Dead Milkmen зробив пародію на альбом. Його було названо Metaphysical Graffiti
- Physical Graffiti — єдиний альбом Led Zeppelin, де Джон Пол Джонс грає на звичайній гітарі.